# Tumlaren
Tumlaren är en entyps segelbåt som ritades av Knud H. Reimers 1933.
Tumlaren beställdes av Bengt Kinde (1909–1960) i Årstavikens Segelsällskap, såsom en relativt enkel modern havsseglande lång och smal kosterbåt. Den första båten av typen var Aibe, som byggdes 1934 på Kalle Johanssons varv i Norrtälje med skrov i furu och spant i ek och stål samt överbyggnad och inredning i mahogny.
Tumlaren såldes till 24 länder i ett stort antal exemplar, varav många till USA, Australien och Storbritannien. Enstaka båtar har byggts in på 2000-talet av M-yachts i Valko, nära Lovisa stad i Finland.